# Martijn Budding
Martijn Budding (Veenendaal, 31 augustus 1995) is een Nederlands wegwielrenner en voormalig veldrijder.

## Veldrijden

### Palmares
| Seizoen   | Wereldbeker | Superprestige | GvA/bpost/DVV trofee | WK       | EK       | NK       | Overige                              | Totaal aantal zeges |
| Junioren  | Junioren    | Junioren      | Junioren             | Junioren | Junioren | Junioren | Junioren                             | Junioren            |
| --------- | ----------- | ------------- | -------------------- | -------- | -------- | -------- | ------------------------------------ | ------------------- |
| 2011-2012 |             |               |                      | 18e      |          | 4e       |                                      | 0                   |
| 2012-2013 |             |               |                      | ↑        | 4e       | ↑        |                                      | 0                   |
| Beloften  |             |               |                      |          |          |          |                                      |                     |
| 2013-2014 |             |               |                      | 15e      |          | 6e       |                                      | 0                   |
| 2014-2015 |             |               |                      | 12e      | 8e       | 5e       |                                      | 0                   |
| 2015-2016 |             |               |                      | 8e       | 5e       | ↑        |                                      | 0                   |
| Elite     |             |               |                      |          |          |          |                                      |                     |
| 2011-2012 |             |               |                      |          |          |          | Haarlemmermeer, Sint-Michielsgestel  | 2                   |
| 2012-2013 |             |               |                      |          |          |          | Sint-Michielsgestel                  | 1                   |
| 2013-2014 |             |               |                      |          |          |          |                                      | 0                   |
| 2014-2015 |             |               |                      |          |          |          | Harderwijk, Moergestel               | 2                   |
| 2015-2016 |             |               |                      |          |          |          | Dordrecht, Valkenswaard, Hellendoorn | 3                   |

## Wegwielrennen

### Overwinningen
2015
2e en 3e etappe Vuelta a la Provincia de Valencia
Eindklassement Vuelta a la Provincia de Valencia
2016
1e etappe Ronde de l'Oise
6e etappe Olympia's Tour
Ronde van Limburg
2019
2e etappe Ronde van Rhodos
Eindklassement Ronde van Rhodos
1e etappe deel B Ronde van de Mirabelle
1e etappe (ploegentijdrit) en 3e etappe Kreiz Breizh Elites
2023
Slag om Woensdrecht (wielerronde)

### Resultaten in voornaamste wedstrijden
|      | \| Jaar \| Amstel Gold Race \| Luik-Bast.‑Luik \| E3 Harelbeke \| Brabantse Pijl \| \| ---- \| ---------------- \| --------------- \| ------------ \| -------------- \| \| 2017 \| 78e \| opgave \| \| 36e \| \| 2018 \| \| \| 82e \| \| |                 |              |                |
| Jaar | Amstel Gold Race | Luik-Bast.‑Luik | E3 Harelbeke | Brabantse Pijl |
| 2017 | 78e | opgave          |              | 36e            |
| 2018 | |                 | 82e          |                |

## Ploegen
- 2014 –  Rabobank Development Team
- 2015 –  Rabobank Development Team
- 2016 –  Rabobank Development Team
- 2017 –  Roompot-Nederlandse Loterij
- 2018 –  Roompot-Nederlandse Loterij
- 2019 –  BEAT Cycling Club
- 2020 –  Riwal-Readynez Cycling Team
- 2021 –  BEAT Cycling
- 2022 –  Riwal Cycling Team
- 2023 –  TDT-Unibet
- 2024 –  TDT-Unibet
- 2025 –  Unibet Tietema Rockets

Bol · Budding · Dolfsma · van Dongen · van Empel · Gerts · Godrie · Havik · Hofstede · Honingh · Korevaar · Lindeman · Looij · Meijers · Oomen · Roosen · Slik · Teunissen · van Trijp · Tusveld
Bax ·
Bol ·
Budding ·
Cornelisse ·
Godrie ·
Havik ·
Hofstede ·
Honigh ·
Korevaar · 
Lenderink ·
Maas ·
Meijers ·
Nieuwenhuis ·
Oomen ·
Tolhoek ·
van Trijp ·
Tusveld ·
de Vries ·
Wouters
Bax · Bol · Bouwmans · Budding · Cornelisse · Godrie · Gunst · van der Heijden · Hofstede · Honigh · Korevaar · Lenderink · Maas · Meijers · Nieuwenhuis · Nieuwpoort · Olieslagers · Tusveld · de Vries · Wouters
Ariesen · Asselman · Budding · van Empel · van Ginneken · van Goethem · van der Hoorn · Kreder · Ligthart · van der Lijke · Looij · Meijers · Mouris · Reinders · Riesebeek · Tusveld · Vermeltfoort · de Vries · Weening
Ariesen · Asselman · Budding · van Empel · Gerts · van Ginneken · van Goethem · de Greef · van der Hoorn · Ligthart · van der Lijke · Meijers · Reinders · Riesebeek · van Schip · Vermeltfoort · Weening · Wippert
Tietema · Bloem · Budding · de Vries · Inkelaar · Toussaint · Bomboi · Bouts · Loockx (vanaf 1/10) · Stockman · Vandevelde · Kopecký · Tanfield
Bloem · Bomboi · Bouts · Budding · Christophersen · de Vries · Geleijn · Huens · Huyet · Inkelaar · Johannink · Kopecký · Kyffin · Loockx · Maire · Nielsen · Paige · Pedersen · Stockman · Stokbro · Ťoupalík
Bloem · Bomboi · Budding · Carboni · Christophersen · de Vries · Eiking · Geleijn · Huens · Huyet · Inkelaar · Johannink · Kopecký · Kubiš · Kyffin · Loockx · Maire · Meris · Mouris · Nielsen · Paige · Stockman · Stokbro · Ťoupalík · Verschuren